# Даніель Нотебоом
Даніель Нотебоом (нід. Daniël Noteboom; нар. 26 лютого 1910, Нордвейк, Нідерланди — пом. 12 січня 1932, Лондон) — голландський шахіст. Один із найперспективніших голландських шахістів кінця 1920-х — початку 1930-х років. Грав за збірну Голландії на шахових олімпіадах 1930 і 1931. На олімпіаді-1930 показав найкращий результат у своїй команді (+9 −1 =5; 76,6%). У міжнародному Гастінґському турнірі 1931/32 посів третє місце. Помер у Лондоні від запалення легень за місяць до свого 22-річчя.
Лейденська шахова асоціація проводить щорічний турнір пам'яті Даніеля Нотебоома.